# Oreolalax lichuanensis
Oreolalax lichuanensis é uma espécie de anfíbio da família Megophryidae.
É endémica da China.
Os seus habitats naturais são: regiões subtropicais ou tropicais húmidas de alta altitude, matagal húmido tropical ou subtropical e rios.
Está ameaçada por perda de habitat.